# Adele Reinhartz
Adele Reinhartz (* 1953) ist eine kanadische Theologin. Sie lehrt Neues Testament und frühes Judentum am Department Classics and Religious Studies der Universität Ottawa. Ihre Forschungsschwerpunkte liegen vor allem in der Auseinandersetzung mit dem Neuen Testament, insbesondere dem Johannesevangelium, feministischer Exegese sowie Religion und Film.

## Leben und Ausbildung
Adele Reinhartz ist Kanadierin in zweiter Generation, ihre Eltern wanderten kurz vor ihrer Geburt als Überlebende der Shoa von Polen nach Kanada ein.
Als sie mit 18 Jahren ihr Studium begann, belegte sie unter anderem Kurse wie „Einführung in das Neuhebräische“ oder „Einführung in das Judentum“, um mehr über jüdische Texte und Praktiken zu lernen, die ihr in ihrer säkular-jüdischen Erziehung nicht begegnet waren. Nach vier Jahren schloss sie 1975 ihren Bachelor of Arts mit einem Schwerpunkt in jüdischen Studien an der Universität Toronto ab und führte ihre Ausbildung an der McMaster-Universität fort. Teil des Graduiertenprogramms an der McMaster-Universität ist es, dass Studierende des frühen Judentums Kurse über das Frühe Christentum besuchen, weshalb Adele Reinhartz im September 1975 bei E. P. Sanders einen Lektürebrief zum Galaterbrief belegte. Dieser Lektürekurs führte dazu, dass sie anfing, sich vertieft mit dem Frühen Christentum zu beschäftigten. Nach dem Abschluss ihres Masters 1977 wurde sie 1983 zur Doktorin der Philosophie (PhD) an der McMaster University promoviert. Ihre Promotionsschrift handelt von dem ursprünglichen Schluss des Johannesevangeliums (Joh 20,30-31 ) und dem Zweck des Vierten Evangeliums (John 20:30-31 and the Purpose of the Fourth Gospel) und wurde durch E. P. Sanders betreut.
Adele Reinhartz war Forschungsdekanin an der Wilfrid Laurier University in Waterloo. Seit 2005 ist sie am Departement Classics and Religious Studies an der Universität Ottawa tätig, aktuell in der Lehre und Forschung.
Über ihre Lehrtätigkeiten in Kanada hinaus unterrichtete Adele Reinhartz Kurse an der Harvard Divinity School, der Yale Divinity School und der Brite Divinity School. Zwischen 2000 und 2001 bekam sie ein Forschungsstipendium des Israel Institute for Advanced Studies (Teil der Hebräischen Universität von Jerusalem). Im Jahr 2009 war sie Gastwissenschaftlerin am Käte Hamburger Kolleg der Ruhr-Universität Bochum. 2011–2012 bekam Adele Reinhartz ein Forschungsstipendium des Institute for Advanced Study in Princeton verliehen und von 2015 bis 2017 war sie Gastwissenschaftlerin am Boston College (Corcoran Visiting Chair in Christian-Jewish Relations).
Von 2012 bis 2018 war sie zudem Herausgeberin des Journal of Biblical Literature, der renommierten Zeitschrift der Society of Biblical Literature (SBL), der weltweit größten wissenschaftlichen Bibelgesellschaft. Im Jahr 2020 amtierte sie als Präsidentin der SBL.
Zudem ist Adele Reinhartz auch als engagierte Dozentin bekannt. Dies zeigt sich beispielsweise durch ihre zweimalige Auszeichnung für ihr Mentorat durch das SBL Status of Women in the Profession Committee in den Jahren 2003 und 2010.
Adele Reinhartz ist mit dem Judaisten Barry D. Walfish verheiratet und hat vier erwachsene Kinder.

## Forschungsschwerpunkt
Die Forschungsgebiete von Adele Reinhartz sind sehr umfangreich und umfassen verschiedenste Interessensgebiete, wobei ihr Hauptaugenmerk auf der Literaturwissenschaft liegt. Ihre Schwerpunkte liegen dabei im Gebiet des Neuen Testaments, insbesondere des Johannesevangeliums, der Geschichte und Literatur des Judentums und Christentums in der griechisch-römischen Zeit und den Beziehungen zwischen frühem Judentum und frühem Christentum. Dies zeigt sich beispielsweise in ihrem vermutlich bekanntesten Werk Freundschaft mit dem geliebten Jünger, in welchem sie vier verschiedene Leseperspektiven einnimmt und dem impliziten Autor des Johannesevangeliums in vier verschiedenen Rollen begegnet: als Mentor, als Gegner, als Kollege und als „der andere“. In ihre Untersuchungen bezieht sie dabei Methoden der Literaturwissenschaft und der feministischen Bibelinterpretation mit ein.
Grundlegend für ihre Forschung ist ihre Überzeugung, dass der Charakter und der Hintergrund einer Person immer auch Einfluss auf die (wissenschaftliche) Lektüre und die Interpretation eines jeden Textes – auch eines heiligen Textes – haben. Teil ihrer Identität ist beispielsweise die Tatsache, dass sie selbst eine jüdische Frau ist. Obwohl ihr Spezialthema, das Johannesevangelium, jüdische Traditionen und Vorstellungen stark kritisiert und sogar verunglimpft, sieht Adele Reinhartz ihre Forschungen als Dienst an der jüdischen Tradition an. Sie erachtet es als wichtig, heutigen Christinnen und Christen alternative Deutungsansätze zu den negativen Darstellungen des Judentums zu liefern.
Ihre feministische Bibelinterpretation ist davon geprägt, dass sie Texte nicht nur aus der Perspektive einer Frau liest, sondern auf die Befreiung aller, die beispielsweise aufgrund von ihrem Geschlecht, ihrer Rasse oder ihrer sexuellen Orientierung benachteiligt und an den Rand gedrängt werden, aufmerksam machen will.
Über dies beschäftigt sich Adele Reinhartz mit dem Einfluss der Bibel auf Film und Fernsehen. Ihre Begeisterung für Filme hat sie von ihren Eltern, die oft mit ihr ins Kino gegangen sind, mit auf den Weg gegeben bekommen. Heute noch geht sie gerne mit ihren Kindern und Enkelkindern ins Kino. In einer Initiative an der Universität Ottawa, das Studium attraktiver zu gestalten, mehr Studierende anzuziehen und die Finanzierung des Department zu sichern, entwickelte sie aufgrund ihrer eigenen Passion für Filme Kurse zum Thema Bibel und Film. Aus diesem Projekt entwickelte sich für Adele Reinhartz ein neuer Forschungsschwerpunkt, welcher zu der Veröffentlichung von vielen Werken zu diesem Thema geführt hat, beispielsweise Scripture on the Silver Screen (2003), Jesus of Hollywood (2007) und Bible and Cinema: An Introduction (2013).

## Preise und Auszeichnungen
- 2003: F. W. Beare Award for Outstanding Book in Christian Origins der Canadian Society of Biblical Studies für ihre Monographie Befriending the beloved Disciple[13]
- Auszeichnung für ihr Mentorat durch das SBL Status of Women in the Profession Committee in den Jahren 2003 und 2010[14]
- 2021: Konrad-Adenauer-Forschungspreis der Alexander-von-Humboldt-Stiftung[15]

## Ehrenamt
- Präsidentin der Canadian Society of Biblical Studies 1997-1998[16]
- Herausgeberin des Journal of Biblical Literature der SBL von 2012 bis 2018[17]
- Präsidentin der Society of Biblical Literature seit 2020[18]

## Mitgliedschaften
- Mitglied der Society of Biblical Literature, in den Jahren 1993-1995, 2006-2014 und 2019-2020 war sie zudem ehrenamtlich im Council der Society of Biblical Literature tätig[18]
- Mitglied der Royal Society of Canada seit 2005
- Mitglied der American Academy for Jewish Research seit 2014[19]

## Werke / Veröffentlichungen

### Schlüsselpublikationen (Auswahl)
- Befriending the Beloved Disciple. A Jewish Reading of the Gospel of John. New York 2001, ISBN 978-0826414465.
- Jesus, Judaism and Christian Anti-Judaism. Reading the New Testament After the Holocaust. Zusammen mit Paula Fredriksen. Louisville 2002, ISBN 978-0664223281.
- Scripture on the Silver Screen. Louisville 2003. ISBN 978-0664223595.
- Caiaphas the High Priest. Personalities of the New Testament Series. Columbia 2011, ISBN 978-1570039461.
- The Vanishing Jews of Antiquity (24. Juni 2014). In: The Marginalia Review of Books. URL: http://marginalia.lareviewofbooks.org/vanishing-jews-antiquity-adele-reinhartz/.
- Cast Out of the Covenant. Jews and Anti-Judaism in the Gospel of John. Lanham 2018, ISBN 978-1978701175.

Auf Deutsch sind von ihr erschienen:
- Oscar Cullmann und sein Beitrag zur Johannes-Forschung. Aus dem Engl. von Esther Kobel. In: Theologische Zeitschrift, Bd. 58, H. 3 (2002), S. 221–231.
- Joh 8,31-59 aus jüdischer Sicht. In: Bibel und Kirche, Bd. 59, H. 3 (2004), S. 137-146. (Überarbeitete und übersetzte Version von: John 8:31-59 from a Jewish Perspective. In: Remembering for the Future 2000: The Holocaust in an Age of Genocides, Bd. 2. Hrsg. v. John K. Roth/Elisabeth Maxwell-Meynard. London 2001, S. 787-797.)
- Freundschaft mit dem geliebten Jünger: eine jüdische Lektüre des Johannesevangeliums. Aus dem Engl. von Esther Kobel. Zürich 2005. ISBN 978-3290173586.
- „Juden“ und Juden im vierten Evangelium. Aus dem Engl. von Esther Kobel. In: Kirche und Israel 2 (2008), S. 127-142. (Original: ’Jews’ and Jews in the Fourth Gospel. In: Anti-Judaism and the Fourth Gospel: Papers of the Leuven Colloquium, 2000. Hrsg. v. R. Bieringer et al., S. 341-56. Assen, Netherlands 2001).
- Das septuagintagriechische Esterbuch: Eine hellenistisch-jüdische Rachefantasie. In: Frühjüdische Schriften. Hrsg. v. Eileen Schuller / Marie-Theres Wacker. Stuttgart 2017 (Die Bibel und die Frauen, Bd. 3; Pseudepigraphische und apokryphe Schriften, Bd. 1), S. 13–32.